# オドン (ポズナン公)
オドン（Odon Poznański, 1141年から1149年のうち、おそらく1145年 - 1194年4月20日）は、ポズナン公（在位：1177年/1179年 - 1181年）、ヴィエルコポルスカ南部の公（在位：1177年/1179年 - 1194年）、カリシュ公（在位：1193年 - 1194年）。その名は、ポーランド最初のセイムと見なされている、1161年5月21日にウェンチツァで開かれた諸公会議で採択された文書の署名に初めて登場する。

## 生涯
ヴィエルコポルスカ公ミェシュコ3世（老公）と、ハンガリー王ベーラ2世の娘と思われるエルジュビェタとの間の長子として生まれた。
1177年、オドンはマウォポルスカの貴族達が父に対して起こした反乱に参加した。ミェシュコ3世が再婚相手のエヴドキヤ（キエフ大公イジャスラフ2世の娘）との間に生まれた子供達を贔屓していたことに不満を持っていたためだった。オドンは自領の拡大を望んでおり、あわよくばヴィエルコポルスカ公国を力で奪取しようと考えていた。しかし叔父のポーランド大公カジミェシュ2世（正義公）は、オドンにポズナンの領有のみを残した。オドンはそれでも父との戦争を続け、1178年には父を廃位・追放した。
1181年、ミェシュコ3世はポズナンとヴィエルコポルスカの支配権を奪回すべく、ポモジェ地方の勢力と同盟してヴィエルコポルスカを攻撃、オドンをヴィエルコポルスカのオブラ川以南へと追い出した。1193年、オドンの弟のカリシュ公ミェシュコが亡くなると、オドンは父の同意のもとカリシュ公国を相続した。
彼の領国統治に関してはほとんど知られていない。オドンは貨幣鋳造所を設けて「公爵オドン（Odon Dux）」と刻まれた貨幣を発行しており、このことは彼がヴィエルコポルスカに従属的ではなく、かなり大幅な自治権をもっていたことを窺わせる。
1194年4月20日に父に先立って没し、ポズナンの聖ピョトル・パヴェウ大聖堂に葬られた。息子のヴワディスワフ・オドニツはまだ幼かったため、オドンは異母弟ヴワディスワフ3世にヴィエルコポルスカ南半の領国の摂政を任せた。カリシュ公国は父ミェシュコ3世の領土に戻された。

## 子女
1184年頃、ハールィチ公ヤロスラフ・オスモムィシリの娘ヴィシェスラヴァ（ヴャチェスラヴァ）と結婚し、4人の子供をもうけた。
- ヴワディスワフ・オドニツ（1190年頃 - 1239年6月5日）
- オドン（1192年頃 - 1225年）
- リクサ（1190年頃 - 1238年）
- エウフロジナ - 1217年/1218年頃、ポメレリア公シフィエントペウク2世と結婚